# Demografija Združenih držav Amerike
Prebivalstvo Združenih držav Amerike je oktobra 2007 štelo več kot 303 milijone ljudi. Število 300 milijonov je bilo preseženo oktobra 2006. Američani so za Kitajsko in Indijo tako tretji največji narod sveta – tu je izključeno sešteto prebivalstvo Evropske unije, ki bi se pred ZDA uvrstilo na tretje mesto. To veliko število prebivalcev pa je statistično razprostrto čez veliko površino, kar na kvadratni kilometer znese le 32 oseb.
Prebivalstvo Združenih držav je rezultat stalnega priseljevanja že od evropskega odkritja celine, pa tudi naraščaja. Prvo štetje prebivalcev je zabeležilo 4 milijone ljudi, število se je do leta 1900 dvignilo na 76 milijonov in leta 2000 znašalo 281 milijonov. Naravni prirastek je 6 promilov in je tako kategoriziran kot nizek, saj svetovni naravni prirastek znaša 12,5 ‰.
Američani imajo o sebi močno zavest enega naroda, kar povzroča tradicija etničnega talilnega lonca: nacionalno geslo E pluribus unum. 1990. leta je popis pokazal na 94 % prebivalcev, ki govorijo angleščino. Razmeroma visoka uniformnost kljub mnogim priseljenskim narodnostnim skupinam je posledica angleške dominance ob zgodnjem priseljevanju ter vpliva današnjih medijev, ki so poglavitnega pomena za širitev kulture in jezika. Ravno tako mediji in sorodne moderne povezave brišejo kulturne razlike med različnimi regijami ZDA, bolj in bolj pa z izvozom kulture tudi kulturne razlike po svetu. Navzlic temu pa gre v okviru Združenih držav govoriti o množici etničnih in družbenih skupin. Moto »iz mnogih eno« je namreč treba obravnavati z jasno definicijo, ki izključuje marsikatero etnično skupino, za primer indijance, ki nikoli niso bili resnično vključeni v ameriško družbo; to do neke mere velja tudi za emigrante iz Latinske Amerike in druge.
Z okoli 83 % prebivalstva v 361 metropolitanskih območjih so Združene države visoko urbanizirana država. Premorejo množico velemest, med njimi 11 od skupno 55 t. i. svetovnih mest (angleško global city). Največja izmed njih so New York, Los Angeles in Chicago. Geografski center prebivalstva se s starega industrializiranega severovzhoda vztrajno seli proti zahodu in jugu. Danes sta zvezni državi z največ prebivalci Kalifornija in Teksas.

## Rast in starost prebivalstva
Prebivalstvo Združenih držav je skozi zgodovino raslo in raste še danes v veliki meri na podlagi številnih imigracij. Velika država z razsežnim ustvarjenim bogastvom kljub mnogim razlikam med domorodnimi Američani in svežimi priseljenci slednje še vedno privlači.

### Imigracija
To je poglavitni vir večanja prebivalstvenega števila Združenih držav. Same države so bile namreč osnovane kot kolonija, torej družba priseljencev. Najstarejši obstoječi podatki veljajo za leto 1820, na njih podlagi pa gre sklepati, da je v Združene države od tistega časa emigriralo več kot 65 milijonov ljudi; le v letu 1998 je bilo imigracij 660 tisoč. Na popisu prebivalstva leta 1990 se je izključno za Američane izreklo le 6 % vseh udeležencev, medtem ko je velika večina dodala še drugo jezikovno skupino (tu prednjačijo afro- in latinoameričani) ali nacionalno preteklost (najpogosteje Nemci, Angleži, Irci ali Italijani).
Takoj po osamosvojitvi se je največja mera ljudi priseljevala iz Združenega kraljestva ter Irske, suženjski del pa iz zahodne in centralne Afrike. Konec 19. stoletja se je vzorec spremenil na pretežno južno-, vzhodno- in srednjeevropske priseljence. V drugi polovici 20. in v 21. stoletju aktualni priseljenski tokovi dotekajo iz Latinske Amerike in vzhodne Azije – Kitajska, Filipini in Vietnam. Zgodovina kaže, da se je okoli tretjina vseh ljudi, imigrirajočih v Združene države, kasneje vrnila domov.
[o  vključi tabelo o količini letnega priseljevanja skozi zgodovino]
V zadnjem času se zavoljo medijev in dela v industriji oziroma storitvah, ki zahtevajo dobre komunikacijske sposobnosti, priseljenci naturalizirajo hitreje kot v preteklosti.

#### Prebivalstvo predkolonialne dobe
Pred časom velikih odkritij so Ameriki naseljevala slabo znana ljudstva, ki so pred skoraj 15 tisoč leti v imigrirala preko Beringie, kopenskega mostu v Beringovem prelivu v obdobju zadnje ledene dobe, na Aljasko in od tam dalje na jug preko Amerike. Selitve so se dogajale v več valovih, zadnjih od njih naj bi bila potovanja Aleutov in Inuitov v severne predele Severne Amerike pred približno 4 tisoč leti. Zgodnji naseljenci Havajev pa so bili od 7. stoletja n.š. dalje prišleki iz Polinezije.
Ti priseljenci so se oblikovali v tisoče skupin, ki so pretežno živele primitivno življenje, a razvile tudi nekatere višje kulture. Ob svojem prihodu so njih število grobo in globoko razredčili Evropejci, in sicer s svojimi boleznimi, vojnami in zaseganjem ozemlja. 8 milijonov staroselskih prebivalcev pred prihodom Evropejcem je upadlo na vsega 243 tisoč ljudi leta 1900. Ta prebivalstvena skupina se je umaknila na zahod, po katerem je evropska imigracija posegla nekoliko kasneje, takrat pa indijance strpala v indijanske rezervate. Danes v Združenih država živi 2,5 milijona staroselcev.

### Evropske imigracije
Krištof Kolumb je leta 1492 našel ameriško celino, v bližnji prihodnosti pa so jo nadalje raziskale druge evropske odprave. To je regiji in njenemu domorodnemu prebivalstvu povzročilo neodpravljive posledice in izrazito spremenilo celoten svet. Priseljenci so imeli katastrofalen vpliv na indijance, a so kljub temu za pridobitev nadzora nad celotnimi Združenimi državami potrebovali 300 let.
Akterji priseljevanja so bili tako svobodni Evropejci kot njihovi zasužnjeni Afričani. Francozi so se naselili okoli Velikih jezer in Mississippija, Španci na Floridi, jugozahodu celine in Kaliforniji, Britanci so se ustalili na vzhodni obali, takisto Švedi in Nizozemci, medtem ko so Rusi pristali na zahodni. V teh kolonijah je bilo najti tudi pripadnike številnih drugih narodov.
Okoli 60 odstotkov zgodnjih imigrantov so predstavljali sužnji, ki so ob ameriški revoluciji krojili 21-odstotni delež prebivalstva države. Ti sužnji so izhajali iz pestrega nabora etničnih skupin in religij iz Afrike: med njimi je bilo najti tako animiste kot muslimane in kristjane. V ZDA so bili obravnavani kot enotna skupina, a so mimo tega ohranjali in do danes ohranili del svoje kulture.
Evropskemu del prišlekov so s časom dominirali Angleži, zlasti Puritanci so se v obdobju vročih političnih in verskih trenj v Angliji pogosto odločali za umik v Ameriko. S seboj so za razliko od mnogih drugih priseljencev uvozili žene, ki so rojevale otroke in množile populacijo.
Ob osamosvojitvi angleških kolonij in ustanovitvi države so angleški lojalisti in nekateri drugi zapustili ZDA, zaradi česar se je prebivalstvo zmanjšalo za 71.500 glav. Na drugi strani je osamosvojitev odprla možnosti za raziskovanje preko Apalačev, kar je obetalo dobre življenjske priložnosti in sprožilo nov val priseljevanja. V 1808. letu je bil prepovedan uvoz sužnjev, kar je praktično zaustavilo dotok Afričanov v državo. Angleške kolonije so s časom absorbirale druge in prišlo je do mešanja etničnih skupin in zlivanja v en narod. Temu pa je sledil rasizem, ki je število črncev pregnal v Kanado: leta 1861 jih je v njej živelo 50 tisoč, 30 tisoč teh se je po razglasitvi dokončne ukinitve suženjstva v ZDA vrnilo k svojim tamkajšnjim sorodnikom.

#### Prelom v 20. stoletje do druge svetovne vojne
Imigranti druge polovice 19. stoletja so bili poprejšnji prebivalci južnih, srednjih in vzhodnih držav Evrope in kot taki pretežno privrženi katolicizmu. Drugi velik delež prišlekov je pripotoval iz vzhodne Azije. Imigracija je dosegla svoj višek med letoma 1880 in 1914, ko je v stremenju po boljšem življenju v državo vstopilo 22 milijonov ljudi.
Še nikoli tako velik priseljenski val je vznemiril ustaljene Američane, čemur je sledila množica politik za uravnavanje imigracij. Leta 1882 so na prepoved prihoda v ZDA naleteli Kitajci, v istem obdobju pa še pogodbeni delavci in nekoliko kasneje, leta 1907, tudi Japonci. Ruska revolucija leta 1917 je Američane prepričala, da so prišleki kaj lahko boljševiki ali anarhisti in tako morebitni povzročitelji delavske revolucije, kar je med drugim botrovalo sprejetju sistema priseljenskih kvot glede na število že naturaliziranih Američanov v zadnjem desetletju 19. stoletja; prednost so potemtakem seveda imeli priseljenci iz zahodne in severne Evrope.
Velika depresija v času med svetovnima vojnama je prvič v zgodovini države povzročila več odseljevanja kot priseljevanja: Američani so iz svoje države v Mehiko vrnili 500 tisoč sicer legalno naseljenih Mehičanov, saj naj bi ti prevzemali že tako redke službe iz rok naturaliziranih Američanov. Ob velikem priseljevanju židov iz vzhodne Evrope ob zori nacistične Nemčije je zavladal tudi antisemitizem. Iz Nemčije je v tistem času sicer pribežalo 102 tisoč judov, a jih je bilo še več zavrnjenih, mnogi so nato končali življenja zaradi nacističnih dovršenih postopkov trebljenja židov.

#### Sodobnost
Konec druge svetovne vojne je v ZDA povzročil naselitev množice vojnih nevest in beguncev iz vzhodne Evrope, pa tudi tistih iz vzhodne Azije.
Na prvem mestu zaradi medijev je bil ustvarjen videz, da so se imigracijski tokovi umirili in narod naturaliziral in homogeniziral. A je že v šestdesetih letih prišlo do močnega gibanja za državljanske pravice črncev. Dogajanje je uveljavilo zmanjšano toleranco do rasizma, pa tudi do ideje o pristnem Američanu kot belemu protestantu iz zahodne ali severne Evrope.
Sprememba svetovne politične situacije ob koncu hladne vojne in nemirna Južna Amerika sta povzročili ogromen priliv emigrantov v Združene države v zadnji četrtini 20. stoletja. Ti so prihajali iz držav razpadle Sovjetske zveze in iz Pacifiškega obroča na zahodno obalo, medtem ko so latinoameričani vstopali v državo legalno ali ilegalno prek kopenske južne meje z Mehiko ali prek vode v Florido. Izobraženi imigranti tega časa pa so v iskanju dobre zaposlitve povečevali število prebivalcev s prihodi iz Indije, Pakistana, arabskih dežel in Irana. Najbolj obremenjene države so bile Kalifornija, Florida in Teksas.
Opazen delež imigrantov je v zadnjih desetletjih in še vedno v sodobnosti vstopa v državo po ilegalni poti. Imigracije so tudi danes seme rasističnega in priseljenstvu nenaklonjenega razpoloženja, saj ustaljenim državljanov ni pogodu inflacija delovne sile in posledično manjšanje plač, gre pa tudi za prepričanje o degradaciji ameriškega naroda. Za legalne vstope danes obstaja sistem loterije, ki naključno določa imena prijavljenih imigrantov.

### Smrtnost in rodnost
Na število prebivalcev odločilno vplivata rodnost in smrtnost oziroma naravni prirastek. Ta se je skozi zgodovino države močno spreminjal: zaradi visoke smrtnosti je bil nizek v zgodnji kolonialni dobi, ustalitev življenja je prinesla hitro množitev števila prebivalcev, zaradi industrijske revolucije in kasnejše majhne rodnosti pa je prirastek zopet upadel.
Danes naravni prirastek znaša 2,1 otroka na žensko. Povprečna izmed teh je leta 1890 imela 4 otroke, sto let pred tem pa v primeru svojega dovolj dolgega življenja 7.
Velikost naravnega prirastka je vrsto let krojila smrtnost. Ta je danes zaradi velike skrbi za zdravje in higieno majhna, medtem ko je pred sto leti povzročala, da je le 84 % otrok doživelo svoj prvi rojstni dan; danes do njega pride 99,3 % otrok. Leta 2004 je bila pričakovana starost 74,6 leta za moške in 80,4 leta za ženske. To pomeni manjšo vrednost kot v preostanku gospodarsko razvitega sveta, kar gre po mnenju mnogih poznavalcev pripisati velikim premoženjskim razlikam in omejenemu dostopu do zdravstvene nege za nižje sloje. Regije Združenih držav z bolj enakomerno porazdeljenim premoženjem imajo namreč, tudi v primeru manjšega bruto družbenega proizvoda, daljšo pričakovano življenjsko dobo, medtem ko je mesto Washington, D.C., znano po velikih razlikah med soseskami in povprečni življenjski dobi le 62 let za moške in 74 za ženske. Dolžina življenja se nekolikanjce razlikuje tudi med rasami, bržčas z istimi vzroki.

#### Visoka rodnost in smrtnost v kolonialni Ameriki
Staroselske ženske so svoje otroke dojile še dolgo časa po rojstvu, kar je imelo kontracepcijski učinek, novorojenčki pa so se zato rojevali na približno 4 leta. Rodnost se je zaradi redčenja indijancev po prihodu Evropejcev sicer povečala, a še vedno ni dosegla stopnje, ki bi vzdrževala število indijancev.
Evropski kolonialci so imeli več otrok kot njihovi sorodniki v Evropi, kar je dopuščala obilica naravnih virov in primanjkovanje delovne sile za njih izkoriščanje.
Na rodnost in smrtnost je imel izjemen vpliv prav prihod Evropejcev. Iz Azije imigrirajoča ljudstva so s seboj prinesla malo bolezni, na njih pa zato niso bila odporna. Povezan stari svet pa se je soočal z veliko količino bolezni, zaradi česar je na večino od njih razvil imunost. Ob stiku civilizacij je bil učinek na neimune ameriške staroselce bolj katastrofalen kot kateri koli drug negativen vpliv evropske imigracije. Z visoko smrtnostjo pa so se v istem času ubadali tudi kolonialci: prvo kolonijo Jamestown so maja 1607 naselili 104 ljudje, nadaljnjih osem mesecev pa jih je preživela le tretjina. Do leta 1624 je v naselbino prišlo skupno 7 tisoč ljudi, izmed katerih je bilo na koncu 1.200 preživelih. Naseljenci namreč niso posvečali posebne pozornosti samemu ustaljevanju v smislu zavarovanja pred indijanci, gradnje koč in iskanja pitne vode, pač pa so stremeli le k hitri pridobitvi zlata in obogatitvi. Tudi polovica priseljencev v drugi koloniji, Novi Angliji, ni preživela prve tamkajšnje zime leta 1620. A ta segment evropskih prišlekov je v novi svet prišel z družinami, ki so zagotavljale samoobnovo, v koloniji pa si je zgradil kmetije in hiše in po tej poti ustvaril pogoje za zmerno življenje. V južnejših kolonijah Amerike so smrt trosile malarija in druge tropske bolezni, zraven njih pa še vlaga in slaba skrb za sužnje.
Kasnejši problem so predstavljala s prebivalci natrpana mesta brez vodovodov in kanalizacije, kar je onemogočalo osnovno higieno. Ravno na ta obalna mesta, ki so služila kot pristanišča, je prežala tudi nevarnost epidemij iz tujine. Izboljšave higienskih razmer so bile predmet dejavnosti v koncu 18. in pričetku 19. stoletja. Mesta so postala bolj zdrav kraj, navzlic temu pa so mnogi vlaki na svoji poti proti zahodu tjakaj prenašali tudi kolero. Jug je v tem obdobju še vedno trpel posledice tropskih bolezni. Sredina 19. stoletja je prinesla spoznanje o obstoju bakterij, ki širijo bolezni, preventiva proti tem pa je obrodila bogate rezultate na področju zdravja. Kasneje je prišlo tudi do določil v zvezi s kvaliteto hrane in higieno pri rokovanju z njo.

#### Zmanjšano število rojstev
Ženske 19. stoletja so bile bolj izobražene kot njihove prednice, več časa pa so posvečale sebi in ga ravno tako več želele posvetiti tudi svojemu posameznemu otroku. Za vedno manj sprejemljivo je bilo dojemano otroško delo, izobraževanje pa je postala nujnost. Otrok zato ni bil več vir zaslužka, temveč vir stroškov. Pričela se je uporaba kontracepcijskih sredstev in izvajanje splavov. Število rojstev je, izhajajoč iz omenjenega, v 19. in nato še v 20. stoletju strmo upadalo. Metode preprečevanja rojstev so bile sprva silovito oglaševane, a je kaj hitro narasla skrb zaradi upada in izgube moči ustaljenega belega prebivalstva v primerjavi s priseljenci. Poleg nje so imela svojo vlogo tudi verska načela, vse skupaj pa je vodilo do prepovedi tovrstnih dejavnosti – Comstockov zakon je leta 1873 označil vse tovrstne dejavnosti in informacije za obscene. V tistem času pa je vzniknila tudi ena prvih organizacij, ki se je ukvarjala z načrtovanjem starševstva in pomočjo revnim ženskam, Planned Parenthood. Družbena miselnost v zvezi s problematiko se je počasi pričela obračati šele po drugi svetovni vojni, ko je bil leta 1973 legaliziran splav; vprašanja na to temo še danes krepko razdvajajo ameriško družbo.
Število rojstev je strmo upadlo in bilo tudi najnižje v celotni zgodovini v času velike depresije in med drugo svetovno vojno.
Potem je vojna storila svoj konec in prišlo je do velikega demografskega fenomena baby boom. V sredini 50. let se je število rojstev namreč povzpelo za 30 % in Združene države so v tem času, tj. med letoma 1946 in 1964, pridobile 76 milijonov prebivalcev. Ta generacija je vir pomembnih posledic za celotno družbo: ob njihovi adolescenci so v nebo poskočili stroški za šolanje; družbena gibanja 60. let, ustvarjena pretežno iz teh mladeničev in mladenk, so vplivala na miselnost in politiko; gospodarstvo ZDA je v času njihove delovne sposobnosti pridobilo ogromno število delavcev; prvemu poskoku rojstev je ob nastopu odraslosti sledil še drugi, manjši baby boom; in naposled, s pričetkom 21. stoletja bodo nastopile nezavidljive skrbi na področju pokojninskega sistema.
Trend rojstev je šel po letu 1957 vse bolj dol. Povišalo se je število najstniških nosečnic in rojstev izven zakona.
Danes smrtnost povišujejo zlasti rak in bolezni srca, sicer pa je po številu žrtev med prvimi vzroki tudi nasilna smrt oziroma zločin. Skrb je leta 1995, ko se je na lestvici vzrokov smrti povzpel na osmo mesto, povzročil AIDS.

## Poselitveni vzorci
Povprečen sodobni Američan je prebivalec mesta. Največ mest leži ob obalah in tako se 38 % celotnega prebivalstva države nahaja ob Atlantiku, 16 % ob Pacifiku in 12 % v Mehiškem zalivu. Ljudje so najredkeje poseljeni med reko Mississippi in Skalnim gorovjem, še posebno malo jih je opaziti v sušnem Velikem nižavju.
Za populacijo Združenih držav je značilna tudi velika mobilnost. Še ena značilnost je prebivanje urbanega dela naroda v stanovanjskih predmestjih, v angleščini znanih kot suburb.

### Notranje migracije
Po evropskem odkritju Amerik demografija beleži tri poglavitne notranje migracije v zgodovini Združenih držav. Prvi tak premik je bilo nasilno preseljevanje indijancev, nato pa še selitve priseljencev v iskanju boljših gospodarskih pogojev in večje svobode. Na ta način je bil s časom osvojen ameriški zahod, kasneje pa velik del črnske populacije premaknjen z juga na industrializiran sever.
Razen indijanskih so bile neprostovoljne tudi druge selitve, povzročene zavoljo rasizma ali odklanjanja manjših etničnih skupin.

#### Selitve ameriških staroselcev
Indijanci so pred soočenjem z evropskim priseljenskim problemom živeli pretežno ob vzhodni in zahodni obali ter reki Mississippi. Prihod Špancev in uvod konja kot domače živali v regijo je za nekatere staroselce pomenil novo panogo, ti so se v 18. stoletju tudi preselili v Veliko nižavje. V istem časovnem obdobju pa je priseljevanje drugih evropskih narodov v Severno Ameriko je staroselska plemena prisililo v selitev onkraj Apalačev na območji reke Ohio in Velikih jezer. Na vzhodni obali so kaj kmalu tako ostale le še osamljene in revne skupine.
V 18. stoletju so nekatera plemena sklepala politična zavezništva s temi ali onimi kolonialnimi silami – Angleži so jim v primeru boja proti ameriškim revolucionarjem tako obetali ozemlje med Apalači in Mississippijem. Po Louisianskem nakupu leta 1803 za suverene Združene države ni bilo več razlogov za sklepanje zavezništva z indijanci, saj so bili naposled varni pred vpadi Špancev in Francozov. ZDA zato niti niso upoštevale svojih poprejšnjih dogovorov z indijanci in so jih za uvod pognale onstran Mississippija. V drugi polovici 19. stoletja je ameriška vojska s silo v rezervate po zahodnem delu države preselila še zadnje skupine indijancev. Znana je Pot solza, ki je prisiljene staroselce vodila iz George na več kot 1.800 km dolg pohod, usoden za mnoge od njih. Oblasti ZDA so si kasneje prizadevale za ošibitev indijancev z asimilacijo in parceliranjem rezervatov na kmetije, kjer je prišlo tudi do številnih korupcij in oddajanja zemlje belim špekulantom. Šele v 50. letih minulega stoletja je prišlo do organiziranega boja indijancev za svoje pravice. Ti so ustanovili American Indian Movement (AIM) in si z njegovo pomočjo izborili določeno mero priznanih pravic.

#### Naseljevanje zahoda
Angleške kolonije so bile v svojem najzgodnejšem obdobju nanizane zgolj ob Atlantskem oceanu med današnjim Massachusettsom in Georgio. Kljub angleškim prepovedim so se selitve v manjši meri pričele že pred revolucijo, v zgodnjem 19. stoletju pa sta bili že močno naseljeni pokrajini Velikih jezer in reke Ohio.
Pionirji so bili na svoji poti v notranjost proti zahodu soočeni z mnogimi težavami, izmed katerih so bile bolj pereče napadi staroselcev, pomanjkanje hrane, bolezni in nesreče. Še vseeno so ti ljudje prodali svoje premoženje na ustaljeni vzhodni obali, pridobili hrane za leto dni in se podali na dolga potovanja v divjino. Če jih je doletela sreča, so kupili zemljo in se ustalili, v primeru pomanjkanja denarja pa so skvotirali zemljo, tj. se na njej naselili nelegalno in se ob prihodih špekulantov in drugih pravnih upravičencev neprestano selili dalje na zahod, na geografski rob naseljenstva. Vsi potovalci so se selili neposredno na zahod, tako so južni prebivalci ZDA emigrirali na ameriški jugozahod in tisti s severa na severozahod. Njihova kultura se je preselila z njimi: severni pionirji so organizirali majhne kmetije in se na njih ubadali s pridelovanjem in obrtjo ter jo po izgradnji železnice prodajali na vzhodno obalo in dalje v Anglijo, kar je bilo s časom njihova vstopnica v industrijsko razvit svet. Na drugi strani so južni pionirji ustanovili razsežne plantaže sprva riža in tobaka, kasneje pa je dominiral bombaž. Lastniki plantaž so se zanašali na delo sužnjev in živeli s svojimi velikimi dobički, sledeč temu pa industrijskega razvoja malone ni bilo. Te razlike med severom in jugom so naposled pripeljale do državljanske vojne.
Priseljenci so prehajali Mississippi začenši s priključitvijo Teksasa leta 1845 in s Kalifornijsko zlato mrzlico 1849. leta. Slednje je bilo razlog za številčni preskok kalifornijskega življa s 14 tisoč leta 1848 na 100 tisoč leto kasneje. Čas po državljanski vojni je pomenil tudi obsežne selitve črncev po državi in priseljevanje nekaterih Kanadčanov v ZDA, v iskanju rodovitne prsti.
Po dovršitvi prekcelinske železnice v 19. stoletju se je število migrantov na zahod še povečalo. Nemci in pripadniki narodov severne Evrope so naselili Srednji zahod in Pacifiški severozahod, Angleži so se ustalili v Utahu in na zahodni obali, poleg njih nekatere druge narodnostne skupine. Zahodna obala ZDA je bila tudi cilj Japoncev in Kitajcev. Ameriški staroselci so bili pretežno strpani v rezervate. Aljaska je še nevideno povečanje prebivalstva izkusila z letom 1896 oziroma tamkajšnjo zlato mrzlico.
20. stoletje je migracije pospešilo in njih število povečalo z učinkovitimi in hitrimi prometnimi povezavami po tleh in zraku.
Demografska rast v vseh regijah Združenih držav seveda ni bila vedno pozitivna, mnogokrat in zaradi raznolikih vzrokov je prišlo tudi do upadanja prebivalstva. Območja rudnikov so izumrla po izkopu mineralov ali po upadu gospodarske smotrnosti izkoriščanja. Ekološka katastrofa Dust Bowl in velika depresija sta prebivalstveno opustošili Veliko nižavje. Sprememba načina kmetovanja – velike kmetije z majhno delovno silo – pa je povzročila izselitev mnogo ljudi iz ruralnih v urbane regije.

#### Selitve črnskega prebivalstva
Večina Afroameričanov se je po svoji osvoboditvi kot posledici secesijske vojne še vedno zadrževala na jugu države. Kot sharecropperji, tj. najemniki posameznih plantažnih parcel, so bili še vedno gospodarsko šibki in na obilico načinov zatirani, pri čemer je pomembno zgovoren zgodovinski podatek, da je ustavno sodišče rasizem razglasilo za ustaven. Revščina, slaba zdravstvena in šolska oskrba in naposled za nameček še pojav hrošča, ki je ravno ob koncu 19. stoletja uničil bombažne pridelke, so pahnili črnske družine na rob preživetja. Te so nato zapustile star način življenja in se preselile na sever. V teh industrijsko razvitih in s stališča miselnosti bolj ugodnih krajih so iskale priložnosti za boljše življenje. Preseljevanje na Stari severovzhod je bilo sploh očitno ob prvi svetovni vojni, ko je v tamkajšnji industriji primanjkovalo delavcev – to je do leta 1920 pritegnilo 450 tisoč migrantov. Ena posledic so bili rasni nemiri in nastanek getov. To pa ni ustavilo nadaljnjih selitvenih tokot v obdobju velike depresije in druge svetovne vojne.
V zadnjem desetletju 20. stoletja je prišlo do zmernega odseljevanja črncev nazaj na gospodarsko revitalizirani jug države.

## Religija
Američani so narod z obilico različnih religij, število teh namreč nadvlada število etničnih skupin. V verskem življenju sodelujejo skoraj tri četrtine prebivalcev.
Danes največja verska skupina so kristjani (83 %), od katerih jih okoli tretjina ni povezana z uradno cerkvijo. Največja izmed krščanskih skupin so, v primeru združitve vseh denominacij, protestanti, katerih največje skupine so baptisti, luterani in metodisti. Po številu pripadnikov in sicer največjo enotno skupino predstavljajo katoličani. Opazen delež pa imajo tudi pravoslavci, glede na nacionalnost sta največji tovrstni skupini grška in ruska pravoslavna cerkev. Judaizem je religija 2 % Američanov in islam leta 2001 približno 1 %.
Verska podlaga je bila v tej državi mnogih religioznih skupin vzrok mnogih diskriminacij. Kot prvo so jo občutili ameirški staroselci, katerih zatiranje je bilo na priseljenski strani upravičeno ravno zaradi njihovega animizma. Tudi danes je spodbujeno vključevanje indijancev v krščansko usmerjene angleško govoreče šole. Katoličani so bili kot neprvotna priseljenska skupina mnogokrat tarča protestantskih napadov. Za pripadnike protestantske ideje je bil katolicizem namreč preveč avtoritaren oziroma hierarhičen in zato tudi nedemokratične, Irci kot ena izmed katoliških narodnih skupin pa so bili stereotipno označeni za lenuhe in popivače. Naperjenost proti katoliškim vernikom je dosegla svoj višek v drugi četrtini 19. stoletja, ko so bili močni pozivi k prepovedi katoliških imigracij in preklicu državljanstva za že naseljene katoličane. Po državljanski vojni je bil ustanovljen Ku Klux Klan, ki je promoviral rasno čisto protestantsko Ameriko in izvajal nasilje nad katoličani, židi in črnci. Drugi izmed teh so bili priljubljena tarča napadov tudi drugih skupin vse do druge polovice 20. stoletja, ko so družbena gibanja in liberalne ideje omilila antisemitizem. Tudi muslimani so trpeli in trpijo posledice nepriljubljenosti, kar je bilo očitno predvsem v obdobju naftne krize in nadalje v Zalivski vojni, najaktualnejše pa je njihovo zatiranje po terorističnih napadih na WTC v letih 1993 in 2001.

### Religija nekoč
Indijanci so bili animisti, verjeli so v duhove in jim poklanjali darila. Evropejci so takšno obliko religije prezirali in jo želeli zatreti, kar ni pomenilo nič dobrega za indijansko kulturo. Danes skušajo staroselci svoje verske običaje obnoviti.
Prvi priseljenci so na ameriška tla stopili prav z namenom pokristjanjevanja, a je v nemalo primerih zmagala želja po iskanju dobička. Sicer so bile kasnejše kolonije ustanovljene zaradi angleških verskih emigrantov: Puritanci so se naselili na območju današnjega Massachusettsa in v koloniji uveljavili svoj družbeni in upravni sistem, ki ni dopuščal drugih verskih prepričanj. A se je v nekaterih drugih kolonijah nasproti temu razvila ideja religije, ki je bila podlaga za svobodomiselnost in idejo o nepodrejanju anglikanski cerkvi oziroma Angliji. Končni rezultat je bila ameriška revolucija.
Danes se takšna kulturna izhodišča poznajo v pestrosti kultur in ver v državi. Množica denominacij je namreč nastala prav v ZDA. Nekatere od njih niso trajale dolgo (Mileriti so po netočni napovedi o koncu sveta leta 1830 doživeli zaton), medtem ko druge danes pomembno gojijo kulturo Združenih držav. Ena od politično pomembnih verskih organizacij pa je bila Nation of Islam, ki je v 60. letih 20. stoletja pozivala k agresivnejšemu terjanju črnskih pravic v smislu boja proti krščanski nadoblasti.

### Sodobni vplivi
Religija je v 20. stoletju vplivala in tudi danes, v 21. stoletju večplastno vpliva na življenje in politiko.
Fundamentalizem se je pojavil v zgodnjem 20. stoletju in pridigal dobesedno upoštevanje Biblije. V skladu s tem se je oblikovala regija Združenih držav, imenovana Biblijski pas, ki označuje območje očitne moči južnega baptističnega zbora. Miselnost v okviru fundamentalizma je sprva povzročila nastrojenost proti uporabi alkohola, tej pa je s sprejetjem 18. amandmaja ustave leta 1919 sledila prohibicija v 20. letih minulega stoletja. Nesluteno velike negativne posledice, kamor se uvrščata organiziran kriminal in korupcija, so naposled vodile do preklica amandmaja. Ravno v istem času je močan fundamentalizem dosegel tudi silovit udarec učenju evolucije v šolah, ko je učitelj John Scopes za takšno dejavnost prejel kazen. Vprašanje sprejemanja ali zavračanja evolucije je še danes aktualno v predvsem nerazvitih južnih predelih države. Ravno prohibiciji nasprotujoča kultura in pojav televizije sta pričela promocijo bolj liberalnih idej o življenju.
Konec druge svetovne vojne je pričel hladno vojno, ki je v Združenih državah razplamtela tudi idejno delitev zahodnega in vzhodnega bloka na vernega ter nevernega; ZDA so bile odločene, da so primorane varovati svojo trdnjavo religije. Religija je bil tudi eden izmed instrumentov pri črnskem gibanju za državljanske pravice: borec Martin Luther King in organizacija Nation of Islam. Že 50. leta so prinesla popularizacijo vzhodnih ver, katerih dediščina v obliki za primer alternativne medicine je danes priljubljeno sredstvo sproščanja sodobnega stresnega življenja.
Družbena gibanja šestdesetih let so med študenti in somišljeniki razširila socialistične ideje in z njimi nasprotovanje krščanskim, na prvem mestu fundamentalističnim vrednotam. Do svojega glasu so prišle ženske, homoseksualci, zagovorniki kontracepcije in splava, uporabe drog, alternativnega urejanja življenja ter družbe itd. Najbolj radikalne iz tega sklopa idej v širši javnosti niso živele dolgo, medtem ko so bolj zmerna napredna prepričanja tistega časa podlaga za današnjo družbeno ureditev. Nasproti temu so konservativci ustanovili študentski Campus Crusade for Christ, ki je šola in ideološka podlaga za konservativne politike zadnjih 20 let 20. in 21. stoletja. V osemdesetih in devetdesetih letih dvajsetega stoletja so t. i. televangelisti s pomočjo televizije pridigali širokim množicam, s čimer so si zagotovilli pomemben vpliv konservativnih idej.
Združene države so v svojem načelu sekularna država. Še danes pa so stalno aktualna vprašanja o splavu in veljavnosti evolucijske teorije, kjer zlasti republikanske oblasti močno prakticirajo na prakticiranje konservativnih idej.

## Družina in dohodek
V zahodnem svetu je bila tradicionalna družina motor za ekonomsko pridobivanje in razmnoževanje. Danes je idealna družina gonilo čustvenega zadovoljevanja in varnosti. V skladu s tem primerom se je skozi zgodovino Združenih držav močno spreminjal odnos med partnerji, njihove vloge in odnos do otrok.
Leta 1998 je bilo v ZDA sklenjenih 2.256.000 zakonov, kar je manj od sklenjenih zvez v preteklih časih. Istega leta se je zgodilo 1.135.000 ločitev, katerih vrednost pada od 80. let preteklega stoletja dalje. Danes naj bi se z razvezo zaključilo 50,3 % vseh zakonov, kar je ena najvišjih stopenj na svetu. Eden izmed sodobnih trendov je tudi odlaganje porok in rojevanja zaradi kompetitivnosti sodobne ameriške družbe, ki terja dolgotrajno izobraževanje, usposabljanje in povzroča nesigurnost, kar kroji, sešteto s skopim socialnim sistemom ZDA, slabe pogoje za ustvarjanje družine. Zaradi liberalnejših pogledov na družinsko življenje (višja pričakovanja in zavračanje klasičnih zahtev po delovnem možu in za gospodinjstvo ter otroke odgovorni ženi) se povišuje število alternativnih partnerstev in, kot omenjeno, ločitve. Ženske so dandanes bolj finančno in čustveno avtonomne kot v preteklosti, otrok pa je manj kot v njej, več jih je rojenih izven zakona, prebivalstvo ZDA pa tako narašča zlasti s priseljevanjem iz inozemstva.
Družine so bolj kot v zgodovini osredotočene na otroka. Ta naj bi bil zavarovan s strani staršev, a ti zaradi potrebe ali želje po delu (karieri) obilico časa preživijo v službi, medtem ko so otroci v mnogih primerih prepuščeni sami sebi. Domači problemi se tako odražajo tudi v šoli, kar se pozna v enormno visoki stopnji šolskega nasilja – v postindustrijsko razvitem svetu daleč prednjačijo ZDA. Aktualni čas prinaša tudi slabšo socialno varnost in podporo skupnosti družinam in njihovim članom. Združene države za preostalim gospodarsko razvitim svetom zaostajajo po izobrazbenih standardih, socialnih programih, možnosti preživetja novorojencev, številu porok, javni varnosti in več drugih kazalcih dobrobiti družine. Zato nekateri ameriško družino označujejo za primeroma šibko. Tu je po mnenju drugih sicer bolj primerno govoriti o preobražujočih se družinskih oblikah in odnosih kot o krizi družine.

### Dohodek in družbeni razredi
{ Medianski dohodki v Združenih državah za oba spola in vse rase (nad 25 let s službami) za leto 2005 je znašal 32.140 ameriških dolarjev letno. Ta podatek pa je nemerodajen brez omenjenega dejstva, da se dohodki glede na socialno skupino izrazito razlikujejo. 42 % dohodkovno spodnjega dela prebivalstva ima namreč pod 25 tisoč dolarjev letnih prilivov, medtem ko zgornjih 10 % letno pridobi nad 75 tisoč dolarjev. } http://pubdb3.census.gov/macro/032006/perinc/new03_001.htm Arhivirano 2007-03-19 na Wayback Machine. 28.10.2007 }
{ Zaradi izjemne socialne stratifikacije prebivalstva Združenih držav klasična delitev na višji, srednji in spodnji razred na zdrži. Kompleksna sestava družbe in prekrivanje različnih definicij povzročata nesoglasja glede števila in lastnosti posameznih družbenih razredov, ena preprostejših priznanih akademskih klasifikacij pa socialne razrede ZDA definira takole:
- zgornji razred – sestavlja ga zgornji odstotek prebivalstva po dohodku; to so vrhovni upravniki v gospodarstvu in znani politiki, medijsko slavne osebnosti in veliki dediči, katerih letni dohodek praviloma presega 500 tisoč dolarjev, izobraženi pa so na najprestižnejših zasebnih univerzah ZDA
- zgordnji srednji razred – predstavlja ga 15 % prebivalstva po dohodku; visoko izobraženi upravni kadri z gospodinjskim dohodkom navadno več kot 100 tisoč dolarjev letno
- spodnji srednji razred – 32 % prebivalstva; višje izobraženi prebivalci z delno avtonomijo pri delu, katerih letni gospodinjski dohodek se v največ primerih giblje med 35 in 75 tisoč dolarji
- delavski razred – 32 % delež vseh uslužbencev; srednje izobraženi prebivalci z nizko zavarovanostjo delovnega mesta, ki na leto v gospodinjstvu prejmejo 16-30 tisoč dolarjev dohodkov
- nižji razred – 14-20 % prebivalcev; z nižjo izobrazbo zasedajo najslabše plačana delovna mesta ali se zanašajo na socialno pomoč } Thompson, W. & Hickey, J. (2005). Society in Focus. Boston, MA: Pearson, Allyn & Bacon }